# یونیبیل-رودآمکو-وستفیلد

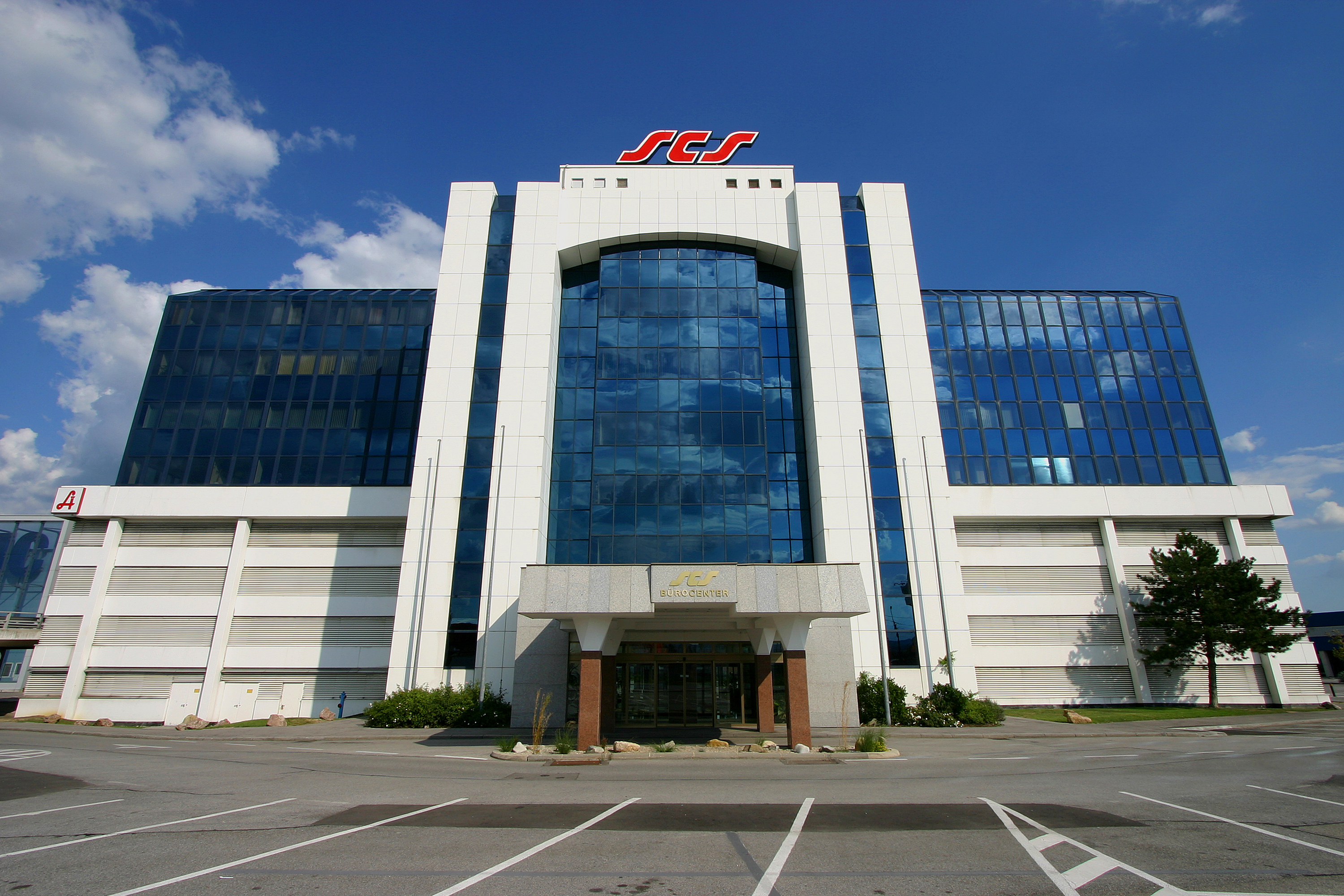
بزرگترین مرکز فروش در اتریش، متعلق به شرکت یونیبیل-رودآمکو

یونیبیل-رودآمکو-وستفیلد (به فرانسوی: Unibail-Rodamco) شرکت املاک فرانسوی است، که دفتر مرکزی آن در شهر پاریس قرار دارد. این شرکت متخصص در زمینه سرمایه‌گذاری و ساخت املاک تجاری است و به‌عنوان بزرگترین شرکت ساخت‌وساز املاک تجاری اروپا شناخته می‌شود.
شرکت یونیبیل-رودآمکو-وستفیلد در ماه ژوئن سال ۲۰۰۷ از طریق ادغام شرکت یونیبیل (تأسیس: ۱۹۶۸) و شرکت رودآمکو اروپا تشکیل شد.
یونیبیل-رودآمکو در ساخت ۳ گونه ساختمان مشارکت می‌نماید که عبارتند از؛ مراکز خرید، سالن‌های کنوانسیون و ساختمان‌های اداری. تعداد کارکنان این شرکت بیش از ۱٫۶۰۰ نفر می‌باشد.
بخشی از سهام شرکت یونیبیل-رودآمکو در بازارهای بورس یورونکست آمستردام، بورس یورونکست پاریس و بورس فرانکفورت دادوستد می‌شود. این شرکت یکی از اجزای تشکیل‌دهنده شاخص‌های بورس؛ یورو استاکس ۵۰ اروپا، کک ۴۰ فرانسه، یورونکست ۱۰۰ و ای‌ای‌اکس آمستردام به‌شمار می‌آید.